# Wikipedia tiếng Kazakh
Wikipedia tiếng Kazakh (tiếng Kazakh: Qazaqsha Ýıkıpedııa; Қазақша Уикипедия) là phiên bản tiếng Kazakh của Wikipedia. Nó được khởi tạo vào ngày 2 tháng 6 năm 2002.